# Opačné číslo
V matematice se jako opačné číslo k číslu x označuje takové číslo, které po přičtení k x dává jako výsledek 0. Opačné číslo k číslu x se označuje jako −x; jedná se tedy o číslo, které se od původního čísla liší právě ve znaménku. Platí tedy, že x + (−x) = 0.
Ke každému komplexnímu číslu existuje číslo opačné, přičemž nula je jediné číslo, které je samo sobě číslem opačným (−0 = 0). V oboru přirozených čísel opačná čísla neexistují, neboť zde neexistují čísla se záporným znaménkem (operace odčítání není na tomto tělese uzavřená).
V abstraktní algebře je číslo opačné označováno jako inverzní prvek vzhledem ke sčítání, jedná se o speciální případ inverzního prvku.
Pokud bychom hledali číslo opačné k číslu x na ose, vzdálenost těchto dvou čísel bude rovna.